# 野口ふみえ
野口 ふみえ（のぐち ふみえ、1938年10月13日 - ）は、日本の女優。本名、宇野 ふみえ。旧姓名は芸名と同じ。夫は東宝プロデューサーの宇野博之。
東京府（現・東京都） 世田谷区出身。調布高校卒業。東宝を経て、プロモーション・プラスワンに所属していた。

## 来歴
1957年、知人の薦めで黒澤明の映画『隠し砦の三悪人』のヒロイン・雪姫役の面接を受けるが採用に至らず、同年9月に東宝に入社。
東宝撮影所内の演技研修所で研修を積み、1958年の映画『昭和刑事物語 俺にまかせろ』でデビュー。
同年の『ドジを踏むな』では、狂言回し的な役柄の女中役で出演。本作を監督した日高繁明は「普段は平凡な顔だが、芝居をさせたら面白い表情を見せる」と評している。また、本作の紹介記事の中では、これからの抱負として「生活感のある役が本命ですが、喜劇もやってみたい」と述べている。
以後、『女が階段を上る時』（1960年）、『サラリーマン弥次喜多道中』（1961年）などに出演。
1962年、宇野博之との結婚を機に東宝テレビ部に移籍してテレビドラマに活動の場を移し、『ナッキーはつむじ風』（1978年）などに出演した。

## 出演

### テレビドラマ
- 新三等重役 （1959年、NET）
- 愛情詩集 （1960年、NET）
- 快傑鷹の羽 （1960年、CX）
- キャロン 女の劇場 / 真実一路（1963年、NTV）
- 嫁ぐ日まで （1963年、CX）
- 七ころび八起き（1964年、CX）
- 特別機動捜査隊（NET）
  - 第172話「寒い道」（1965年）
  - 第223話「魔性の女」（1966年）
  - 第541話「光と影のブルース」（1972年）
  - 第660話「結婚七年目」（1974年）
  - 第792話「情念の女」（1977年）
- 海は満つることなし（1965年、TBS）
- テレビ・ルーテル・アワー / 山の宿（1966年、NET / 日本ルーテル・アワー） - せつ
- 妻にこの日を（1967年、TBS）
- 泣いてたまるか 第39話「明日があるさ」（1967年、TBS）
- テレビ映画 / 女の旅路（1968年、TBS）
- 素浪人 花山大吉（NET）
  - 第22話「胴より首が長かった」（1969年） - 旅のおかみ
  - 第101話「売り出しすぎてベソかいた」（1970年） - おとき
- 鬼平犯科帳 第1シリーズ 第32話「まじめの新助」（1970年、NET / 東宝） - お米
- 大坂城の女（1970年、KTV）
- 徳川おんな絵巻（1970年 - 1971年、KTV）
- 大岡越前（TBS / C.A.L）
  - 第1部 第9話「鬼面夜叉」（1970年5月11日） - おきた
  - 第7部 第21話「母は天下の御意見番」（1983年9月12日） - お静
  - 第12部 第8話「探す娘の胸に痣」（1991年12月2日） - おせき
- 銭形平次（1966年、CX）
  - 第35話「いのちの鏡」（1966年） - お絹
  - 第171話「いのちの鏡」（1969年） - おりん
  - 第272話「幽霊殺人事件」（1971年） - お町
  - 第379話「雪の日の記憶」（1973年） - お咲
  - 第465話「地獄の死者」（1975年） - おさえ
  - 第559話「悪い奴がいっぱい」（1977年） - お銀
  - 第719話「嘘から出た真実（まこと）」（1980年） - お美代
  - 第825話「精いっぱいの嘘」（1982年） - おまき
- 遠山の金さん捕物帳（NET / 東映）
  - 第32話「お蚕ぐるみの女」（1971年） - 糸絵
  - 第158話「見捨てられなかった男」（1973年） - お松
- 24時間の男 第1話「愛が裂かれるとき」（1972年、TBS） - 三田和子
- パパと呼ばないで（1972年、NTV）
- 火曜日の女シリーズ「ガラス細工の家」（1973年、NTV / ユニオン映画）
- 必殺シリーズ（ABC / 松竹）
  - 必殺仕掛人 第23話「おんな殺し」（1973年） - 中居おもと
  - 必殺仕置人 第23話「無理を通して殺された」（1973年） - 揚羽のお蝶
  - 暗闇仕留人 第24話「嘘つきにて候」（1974年） - よね
  - 翔べ! 必殺うらごろし 第8話「足の文字は生まれた時からあった」（1979年） - おふみ
  - 必殺仕事人 第51話「覗き技天地入れ替えつぶし」（1980年） - 梅屋のおかみ・お鶴
- 走れ!ケー100 第6話「ドリーネの追跡 -山口の巻-」（1973年、TBS） - 寿旅館のおかみ
- 花王 愛の劇場→愛の劇場（TBS）
  - 妻は告白する（1974年）
  - 天までとどけ（1991年 - 1999年） - 田宮美和子
  - 永遠の1/2（2000年）
  - うちはステップファミリー（2005年） - 小山田真澄
  - すてきにコモン!（2006年） - 杉崎加奈子
  - 三代目のヨメ!（2008年） - 藤崎紗枝子
- イナズマンF（1974年、NET） - 荒井千津子
  - 第12話「幻影都市デスパー・シティ」
  - 第23話「さらばイナズマン ガイゼル最期の日」
- 水戸黄門（TBS / C.A.L）
  - 第7部 第13話「泣くなわらしっこ -秋田-」（1976年8月16日） - すめ
  - 第18部 第25話「無念晴らす献上絞 -鳴海-」（1989年3月6日） - おたみ
  - 第19部 第28話「占い名人梅里先生 -川越-」（1990年4月9日） - お辰
  - 第20部 第13話「ドジな男の恩返し -高知-」（1991年2月4日） - お志摩
  - 第21部 第8話「河豚に当った黄門様 -長府-」（1992年5月25日） - おくめ
  - 第23部 第29話「葵の印籠が盗まれた!? -宇和島-」（1995年2月27日） - おきた
- 遠山の金さん 杉良太郎版
  - 第83話「しじみに咲く花」（1977年、NET/東映）-おそのの母おふじ

- 土曜ワイド劇場（ANB）
  - 江戸川乱歩の美女シリーズ 第1作「氷柱の美女」（1977年） - 菊子
  - 森村誠一の高層の死角（1983年）
  - 結婚案内ミステリー風 略奪された花嫁!（1984年）
  - 十字路に立つ女（1991年）
  - なんでも屋探偵帳 第4作「血ぬられた死亡診断書が明かす遺産相続の秘密」（1994年） - 小日向幾代
  - 車椅子の弁護士・水島威 第2作（1996年） - 野田マサ
  - 華やかな喪服（1998年）
  - 50億を相続する女（2003年） - 山田とき江
- 特捜最前線（ANB）
  - 第70話「スパイ衛星が落ちた海! 」（1978年）
  - 第324話「紫陽花の見た殺人鬼!」（1983年）
  - 第353話「特別病棟の女! 」（1984年）
  - 第389話「さらば! 海の老兵」（1984年）
  - 第482話「警官失踪・闇に哭く銃声!」（1986年）
- 暴れん坊将軍（ANB / 東映）
  - 吉宗評判記 暴れん坊将軍
    - 第18話「江戸一番の乱れ打ち」（1978年5月13日） - おせい
    - 第64話「槍を持つ手に一番纏」（1979年5月12日） - 静江
    - 第90話「奮戦!辰五郎先生」（1979年12月18日） - 加代

  - 暴れん坊将軍II  第150話「吉宗危うし、消えた御神刀!」（1986年） - おしず
  - 暴れん坊将軍III 第8話「晴れて夫婦の目安箱」（1988年） - おむら
  - 暴れん坊将軍V  第10話「一目惚れ、仲よく危機一髪! 」（1993年） - 幾乃
- 新幹線公安官 第2シリーズ 第23話「青春の逆流」（1978年、ANB） - 滝川ミコの母
- スパイダーマン 第24話「ゴキブリ少年大戦争」（1978年、TX） - 竹内敏江
- ナッキーはつむじ風（1978年 - 1980年、TBS） - 星野洋子
- 新五捕物帳 （NTV / ユニオン映画）
  - 第119話「寺小屋騒動」（1980年）
  - 第137話「恋心炎の舞い」（1981年） - おしん 役
  - 第180話「泪橋に立つ女」（1982年）
- ザ・ハングマンシリーズ（ABC / 松竹）
  - ザ・ハングマン
    - 第2話「その命五千万」（1980年） - 竹内静恵
    - 第24話「ハレンチ検事は被告席で泣け」（1981年） - 荒井夫人
    - 第47話「生か死か!? ドラゴン危うし」（1981年） - 西田夫人

  - 新ハングマン 第24話「婚約娘を襲う誘拐株式会社」（1984年） - 横川道子
  - ザ・ハングマン4 第10話「エリートの父親が隠し子の命を狙う!」（1984年） - 八木沢文代
- 太陽にほえろ!（NTV / 東宝）
  - 第446話「光る紙幣」（1981年） - 中部知子
  - 第638話「危険なふたり」（1985年） - 水木史江
  - 第680話「陽ざしの中を」（1986年） - 水木史江
- 西部警察 第86話「決断12時」（1981年、ANB / 石原プロ） - 村山社長夫人
- 江戸を斬る シリーズ（TBS / C.A.L）
  - 江戸を斬るVI 第25話「闇に浮ぶ怨みの影」（1981年） - おとき
  - 江戸を斬るVIII 第13話「愛しい娘が殺人者」（1994年） - おせい
- 同心暁蘭之介 第22話「恐怖の町」（1982年、CX）
- 火曜サスペンス劇場（NTV）
  - 狙われた美人キャスター（1983年） - 本田院長の妻 役
  - 女監察医・室生亜季子 第12作「もう一つの血痕」（1992年） - 林静子 役
  - 警部補 佃次郎 第9作「妻たちの真実」（1999年） - 多久光恵 役
  - 出戻り弁護士（2002年）
  - 事件記者・三上雄太 第2作（2005年）
- 大奥 第6話「一に引き、二に運、三に器量」・第7話「種馬とれんげ草」（1983年、KTV） - 紫 役
- 月曜ドラマランド / 乙女学園男子部 どっきり双子先生 第4作（1984年、CX）
- ニュードキュメンタリードラマ昭和 松本清張事件にせまる 第3回「焼跡のクリスマス 戦後を駆けぬけた男」（1984年、ANB）
- 長七郎江戸日記 （日本テレビ / ユニオン映画）
  - 第1シリーズ
    - 第38話「風魔一族の陰謀」（1984年）- 春日井
    - 第81話「鬼の目に涙」（1985年）- おまき
- 私鉄沿線97分署 第79話「壁をスイスイ! ヤモリ男の謎!?」（1986年）
- 木曜ゴールデンドラマ / 夫に愛の手を!?（1986年、CX）
- 愛無情（1988年、THK）
- 夏の嵐（1989年、THK） - 結城花土 役
- 火曜ミステリー劇場 / 女王蜂（1990年、ANB）
- 雪の蛍（1991年、THK）
- はぐれ刑事純情派
  - 第4シリーズ 第13話「偽りのモンタージュ 美人ハナコ族の犯罪」（1991年） - 小峰光代
  - 第5シリーズ 第9話「郵送された香典! 恩返しの殺人」（1992年） - 宗像佳世子
  - 第7シリーズ 第25話「狙われた美人OL・靴底のスパイス」（1994年）
  - 第9シリーズ 第17話「襲われた悪妻! 謎の目撃証言」（1996年）
  - 第10シリーズ 第7話「放火未遂!? 二世帯住宅の妻」（1997年）
  - 第14シリーズ 第18話「他人の家で寝る女」（2001年） ‐ 福田道代
- 大江戸捜査網 平成版 第2シリーズ 第3話「娘スリ・深川慕情」（1991年10月25日）
- さすらい刑事旅情編IV 第16話「巻き添えを喰らった女・新特急谷川の殺意」（1992年、ANB）
- 年末時代劇スペシャル / 風林火山（1992年、NTV）
- 江戸の用心棒 第15話「大奥(秘)怨み節」（1994年、NTV） - おまき
- 風の輪舞（1995年、THK）
- 刑事追う! 第17話「その妹」（1996年、TX）
- 新・半七捕物帳（1997年） - おたき 役
- 月曜ドラマスペシャル→月曜ゴールデン（TBS）
  - 十津川警部シリーズ 第15作「尾道・倉敷殺人ルート」（1998年） - 船木君子 役
  - 世田谷駐在刑事 第1作（2012年） - 浜野紀子 役
- 木曜劇場 / リング〜最終章〜（1999年、CX）
- 女優・杏子（2001年、THK） - 香月朝子 役
- 女と愛とミステリー（TX）
  - 絆（2002年）
  - 北アルプス山岳救助隊・紫門一鬼 第3作「北アルプス雪山殺人迷路」（2002年） - 三上初子 役
  - 捜査検事・近松茂道
    - 第3作「銀山温泉の殺人報告」（2004年） ‐ 本多芳子 役
    - 第8作「伊勢志摩・海女伝説殺人事件!」（2008年） - 野村民子 役
- 裸の大将 ～宮崎篇・宮崎の鬼が笑うので～（2008年、CX）
- 金曜プレステージ / 事件屋稼業 第1作（2013年、CX） - 水野（白川）君枝 役
- 相棒（2013年） - 中山園子 役
- ドラマ10 / 紙の月（2014年） - 山之内早苗 役

### 映画
- 若い娘たち（1958年）
- 裸の大将（1958年）
- 昭和刑事物語 俺にまかせろ（1958年）
- 女探偵物語 女性SOS（1958年）
- ドジを踏むな（1958年）
- 若旦那は三代目（1958年）
- 若旦那大いに頑張る（1959年）
- 檻の中の野郎たち（1959年）
- 手錠をかけろ（1959年）
- 大学の28人衆（1959年）
- 燈台（1959年）
- 孫悟空（1959年）
- サラリーマン出世太閤記（1959年）
- 城ケ島の雨（1959年）
- 檻の中の野郎たち（1959年）
- アイ・ラブ・ユウ（1959年）
- 恐るべき火遊び（1959年）
- 女が階段を上る時（1960年）
- 僕は独身社員（1960年）
- サラリーガール読本 むだ口かげ口へらず口（1960年）
- ああ女難（1960年）
- 山のかなたに（1960年） - 白木ウメ子 役
- 別離の歌（1960年）
- 青い野獣（1960年）
- 守屋浩の三度笠シリーズ 泣きとうござんす（1961年）
- 守屋浩の三度笠シリーズ 有難や三度笠（1961年）
- 銀座の恋人たち（1961年）
- サラリーマン弥次喜多道中（1961年）
- 喜劇 駅前弁当（1961年）
- 重役候補生No.1（1962年）
- 漂流（1981年）
- ハチ公物語（1987年）
- 千羽づる（1989年）
- 夢の女（1993年）
- 三毛猫ホームズの推理〈ディレクターズ・カット〉（1998年）
- この空の花－長岡花火物語（2011年）

### 吹き替え

#### 女優
- エヴァ・マリー・セイント
  - 波止場（1970年） - イディ ※NET版
  - いそしぎ（1971年） - クレア・ヒューイット ※NET版
  - 36時間（1972年） - アンナ ※NET版
  - 栄光への脱出（1972年） - キティ・フレモン ※NET版

#### 映画・ドラマ
- ダイヤルMを廻せ！　(1967年) - マーゴ(グレース・ケリー) ※NHK版
- モガンボ（1968年） - リンダ・ノードリー（グレース・ケリー） ※NET版
- 逃亡者 (1964年) - #6 （エミリー・ノートン/パトリシア・クロウリー）、#17（ドナ・キンブル・タフト/ジャクリーン・スコット）、#115(レイナ・モラレス医師<キャロル・ローレンス>)、#119・#120(ジーン・カーライル<ダイアン・ベーカー>)
- 西部の王者（1969年） - ルイザ・フレデリシ・コディ（モーリン・オハラ）
- プリズナーNo.6（1969年） - （アンジェラ・ブラウン）
- シャイアン（1969年） - （キャロル・ベーカー） ※NHK版
- 黒い罠（1970年） - スーザン・ヴァルガス（ジャネット・リー[6]） ※NET版
- 5つの銅貨（1970年） - （バーバラ・ベル・ゲテス） ※東京12チャンネル
- 予期せぬ出来事（1972年） - （マギー・スミス） ※東京12チャンネル版
- 刑事コロンボ 構想の死角（1973年） - ジョアンナ（ローズマリー・フォーサイス）
- 宇宙大作戦「キロナイドの魔力」
- 大草原の小さな家（1975年） - アリス・ガーベイ（ハーシャ・パラディ）
- アボンリーへの道（1993年） - ミュリエル・ステイシー（マリリン・ライトストーン）